# Manche (vêtement)
Pour les articles homonymes, voir Manche.

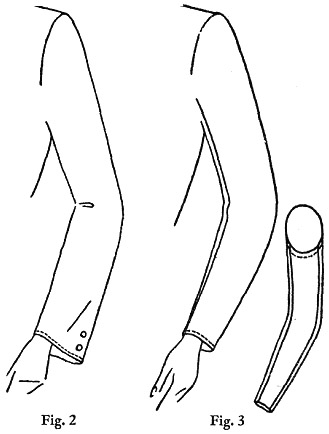
Manche droite

La manche est une partie d'un vêtement qui recouvre tout ou une partie du bras.
La manchette est l'extrémité, empesée ou non, des manches de chemise, formant une sorte de poignet fixe ou mobile (exemple : manchette d'escrime, gants à crispin de cuir des agents de police).
Certains métiers emploient des manches de protection recouvrant les manches de l'habillement principal.
Le fonctionnement de la camisole de force est basé sur des manches fermées fixées sur la poitrine ou de longues manches qu'il est possible de nouer dans le dos du patient pour lui interdire des mouvements sans risque de le blesser.

## Longueurs de manches
- Manche courte : manche ne dépassant pas le coude ;
- Manche longue : manche descendant jusqu'au poignet ;
- Manche 3/4 : manche s'arrêtant en dessous du coude ;
- Manche 7/8 : manche s'arrêtant un peu au-dessus du poignet ;
- Mancheron : manche très courte recouvrant seulement l'épaule et dévoilant le biceps.

## Styles de manches
- Manche ange : manche drapée et ouverte sur le dessus.
- Manche ajustée ou coudée : manche d’une seule partie mise en forme suivant le bras. La forme est faite par une pince à hauteur du coude ou du poignet.
- Manche ballon : appelée aussi manche bouffante ou manche bulle : manche courte, ample et froncée en haut et en bas.
- Manche Bishop : manche ample dont le poignet est long et ajusté.
- Manche bouillonnée : manche froncée de manière à former plusieurs ballons.
- Manche à botte : manche pourvue de très grand revers rappelant celle des bottes.
- Manche bracelet : Manche bouillonnée au niveau de l’avant bras tombant sur le poignet.
- Manche calypso : manche avec un grand nombre de volants sur toute la hauteur de manche.
- Manche chemisier : manche munie d’un poignet.
- Manche chauve-souris : manche très large à l'emmanchure et qui se rétrécit vers le bas.
- Manche dolman : manche correspondant à une emmanchure carrée formant un angle vif  sous le point de charnière.
- Manche à l’éléphant : manche avec énormément d’ampleur de la tête de manche au bas de manche.
- Manche évasée : manche élargie vers le bas.
- Manche flottante et ouverte : manche non fermée sur une partie ou la totalité du bras.
- Manche gigot : manche bouffante vers l'épaule et qui se rétrécit à partir du coude.
- Manche à godets : manche avec un volume éventail seulement sur le bas, la tête de manche est nette.
- Manche kimono traditionnelle : manche rectangulaire très ample, sans tête de manche tel les T-shirt.
- Manche lanterne : manche avec une partie transparente[1], ou manche dont la forme, évasée puis resserrée, évoque une lanterne (on dit aussi manche lampion)[2].
- Manche papillon :  manche composée seulement de la tête de manche réduite à quelques centimètres, souvent volantée[3], ou manche s'évasant de l'épaule vers l'avant-bras[4]
- Manche pagode ou cloche : manche longue évasée en forme de triangle dont la base est la ligne du poignet. La manche cloche est courte.
- Manche à plis : manche garnie de plis horizontaux ou verticaux.
- Manche marteau : la ligne d’emmanchure raglan forme un angle au point de charnière du bras.
- Manche montée : c’est une manche rapportée dont la tête de manche va du dessous de bras à l’épaule suivant l’emmanchure. Les mesures hauteur et longueur de la tête de manche sont respectivement celles de l’emmanchure.
- Manche raglan : manche remontant jusqu'à l'encolure. Son nom a pour origine Lord Raglan.
- Manche tailladée et manche à crevés : comme son nom l'indique manche coupée tel des coups de couteau dans le sens horizontal ou verticale. Dans les costumes d’époque cela permettait d’entrevoir les manches de coton.
- Manche tailleur : c’est une manche montée mais, elle a plus d’ampleur que le tour d’emmanchure et est constituée de deux parties,le dessus de manche et le dessous de manche. La manche est aussi mis en forme de façon à suivre le bras.
- Manche tulipe :  Manche  avec une croisure sur le milieu de bras, formant l’illusion de la fleur tulipe.
- Manche à volant : manche composée de une ou plusieurs rangées de volants, un volant est une pièce de tissu coupée généralement en cercle de façon à créer de l’ampleur libre.
- Mancheron : manche très courte coupée à même le corsage.

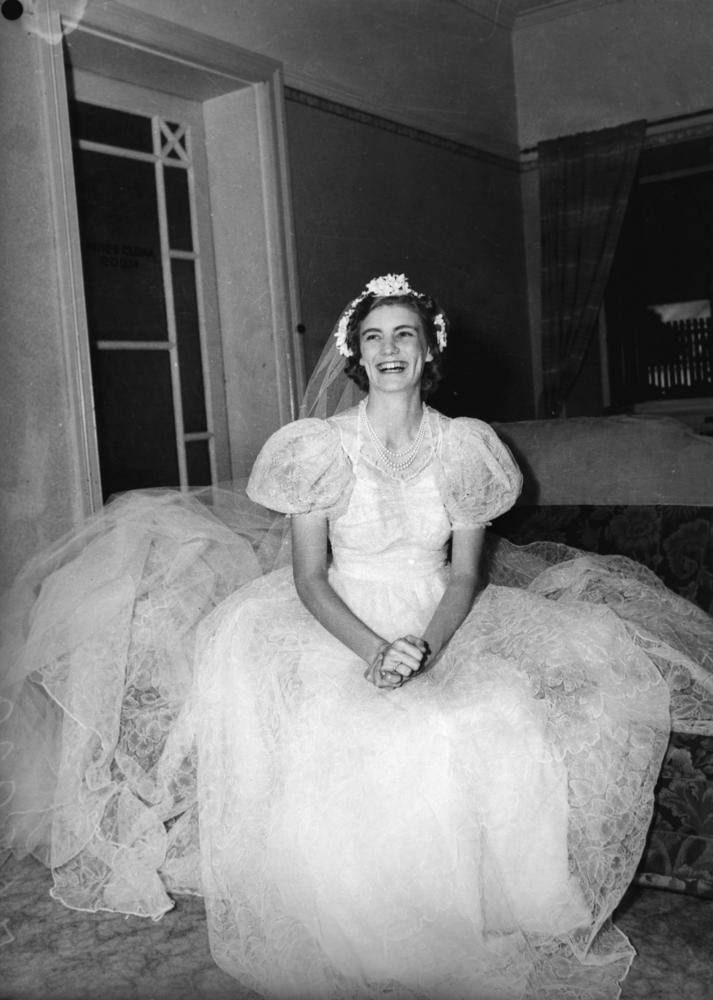
Manche ballon
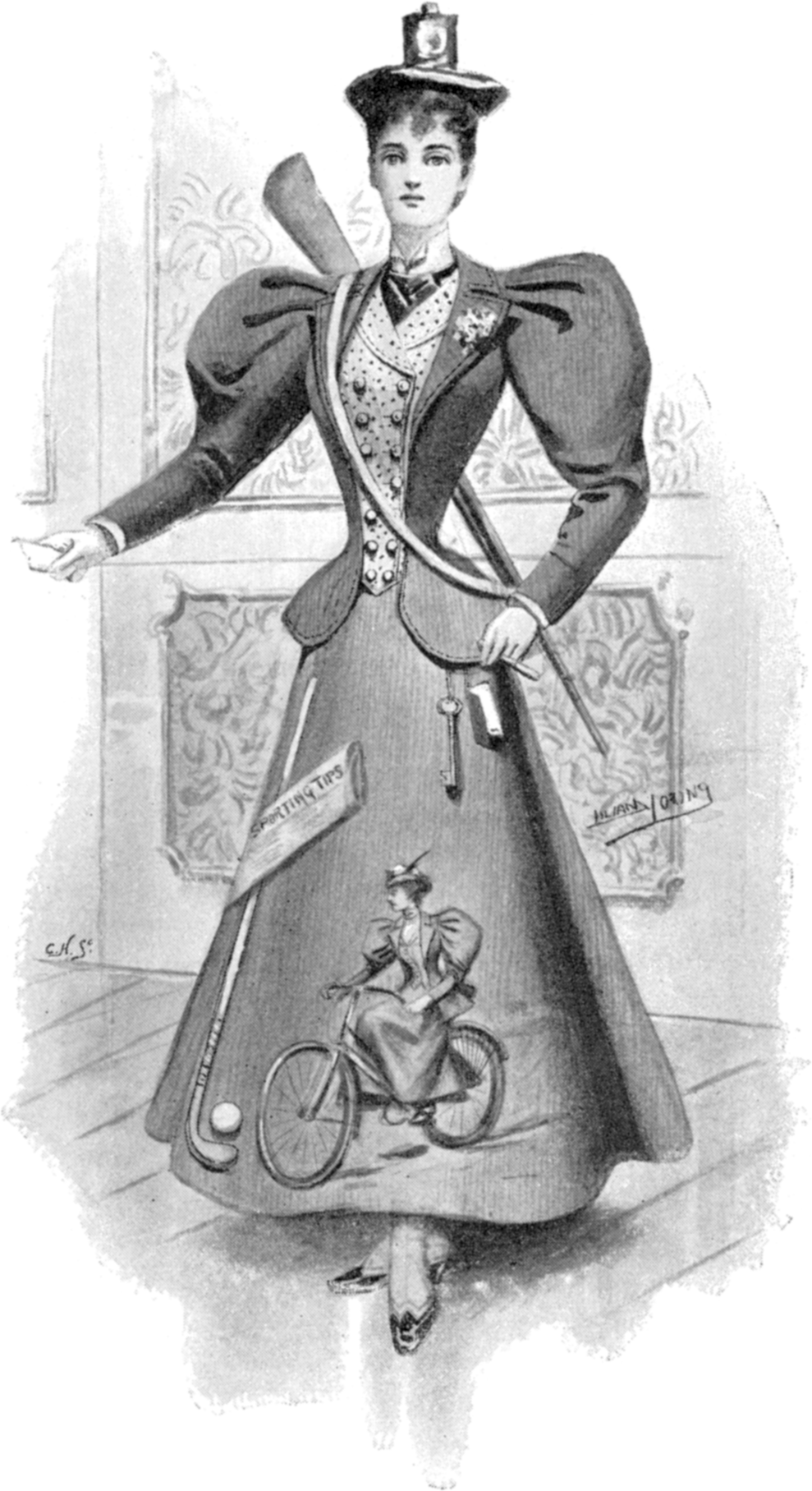
Manche gigot
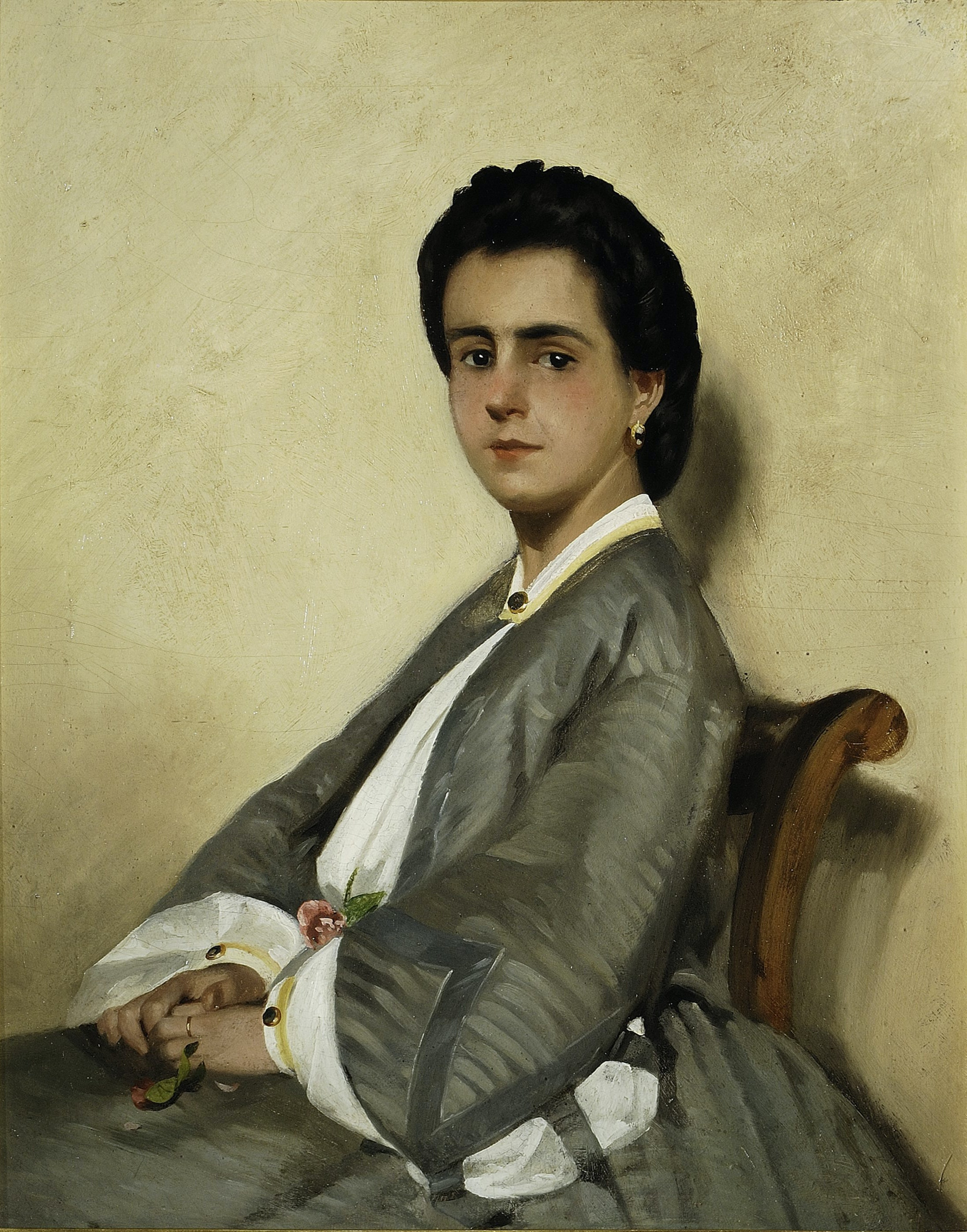
Manche pagode
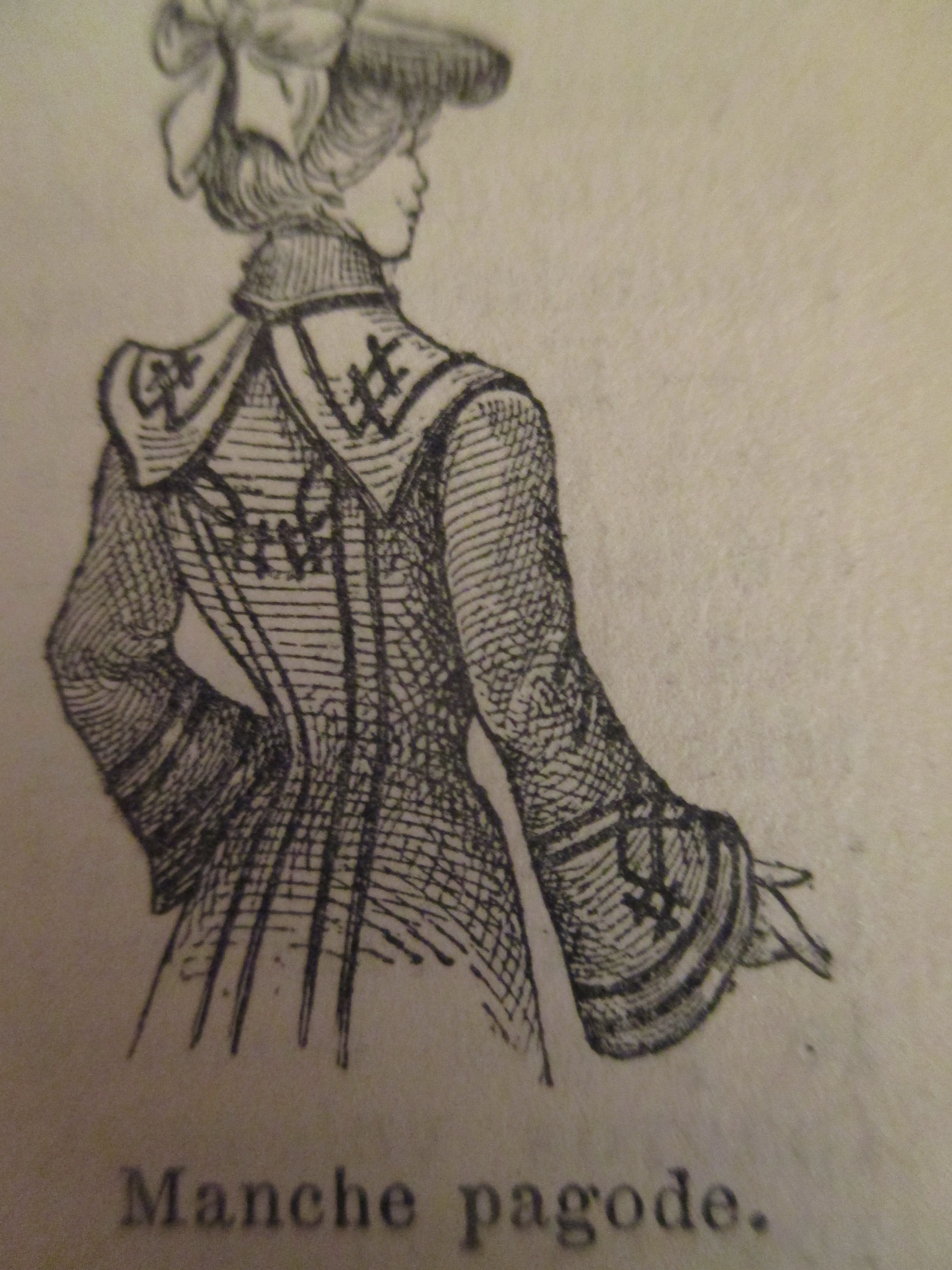
Manche pagode
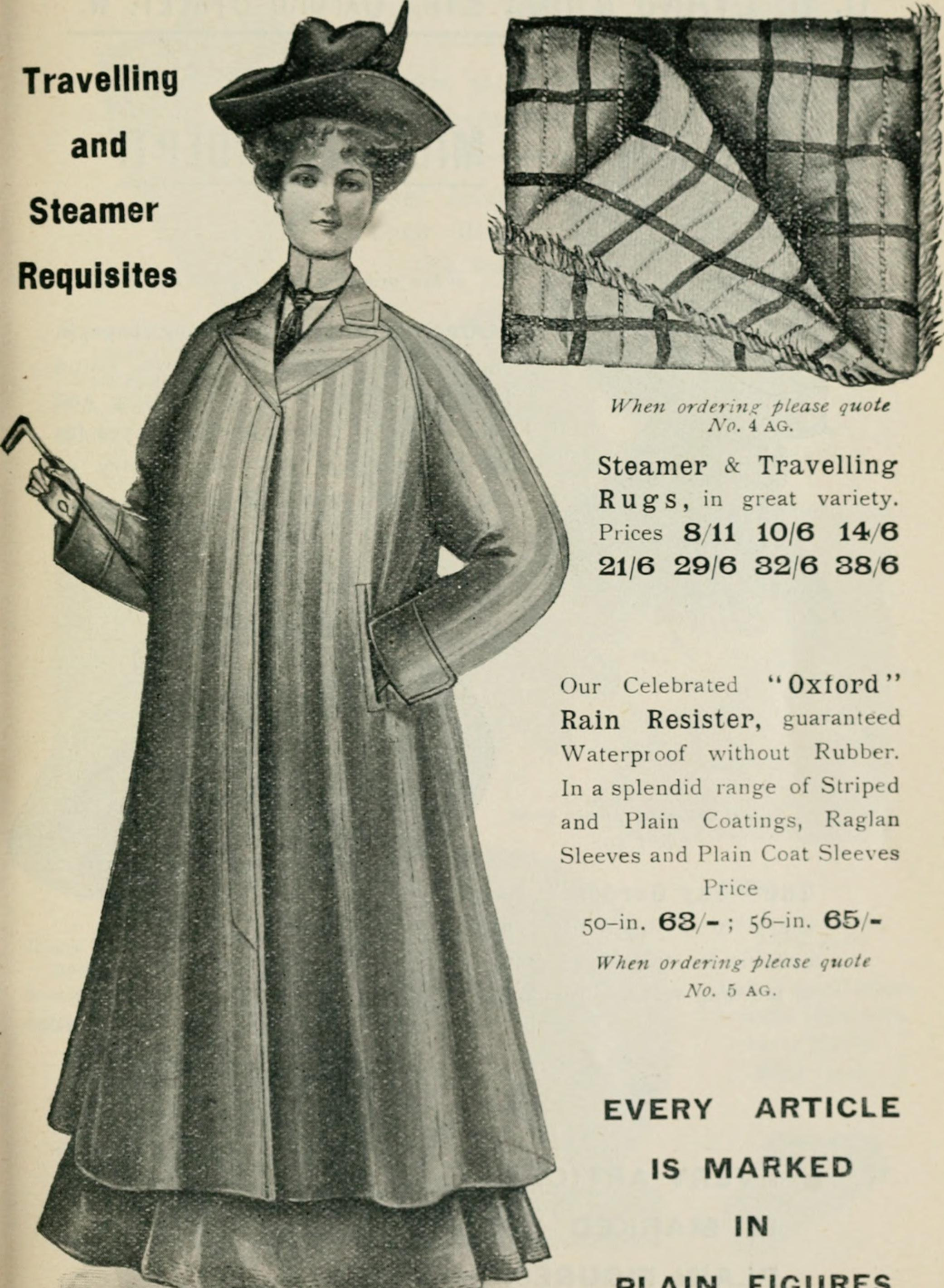
Manche raglan